# Семпл
Семпл (англ. sample) — відрізок аудіоінформації, вирізаний або записаний з якого-небудь наявного джерела — наприклад, звук акустичного музичного інструменту, звук техногенного чи природного походження, звук, вирізаний з наявної аудіокомпозиції чи відеофільму тощо. Семпли використовують для створення нового звучання або створення впізнаваних елементів композиції.
Пристрій для запису, редагування та відтворення семплів називається семплером. Дієслівна форма терміна «семпл» — семплувати — означає робити запис семплу.

## Види семплів
Записаний семпл може бути редагованим, відтвореним, або відтвореним продовжено (т. зв. «луп»). До типів семплів належать:
- Лу́пи (Loops). Партії барабанів багатьох сучасних записів в реальності є множиною коротких семплів ударів. Існує багато бібліотек таких семплів, вони ліцензовані таким чином, що користувач може використовувати їх безплатно. Такі бібліотеки можуть бути завантажені в семплери. Лупи можуть використовуватися не тільки в партії барабанів. В деяких композиціях використовуються остинато, що створюється, як лупи інших музичних інструментів.

- Семпли музичних інструментів. Іноді семпл являє собою фразу, зіграну на акустичному інструменті. Семплери здатні відтворити таку музичну фразу від будь-якої ноти. Такі семпли використовуються в багатьох семплах. Існують професійні бібліотеки такого роду семплів, які записуються в спеціалізованих студіях, для чого запрошуються музиканти-інструменталісти високого ґатунку.
- Ресемпловані звукові доріжки, створені на робочій станції. Для збереження поліфонії, в деяких випадках можна записати декілька звукових доріжок (напр. доріжки фортепіано, струнних, та голосу) як єдиний семпл. Це дозволяє вивільнити додаткові ресурси інструменту для генерації додаткових звукових елементів.
- Семпли записів. В низці музичних напрямків поширеним прийомом є семплування фрази з відомого запису і використання її як елементу композиції.
- Семпли вимовленого слова взяті з кіно, ТВ, та інших немузичних медіа, звичайно застосовувані для гумористичного ефекту або ефекту середовища.
- Звуки, немузичні в традиційному розумінні — ані мелодичні, ані перкусивні — однак корисні своїм особливим тембром або емоційним наповненням. Найпоширеніші приклади — сирени, клаксони, постріл рушниці, спів птахів тощо.